# پولو (دهانه)
پولو یک دهانه برخوردی در ماه‌ است.